# Raison d’être (Band)
Raison d’être (französisch Daseinsberechtigung) ist ein 1991 gegründetes Solo-Musikprojekt, dessen Stil dem Post-Industrial-Subgenre Dark Ambient zugerechnet wird.

## Geschichte
Raison d’être wurde 1991 von Peter Andersson mit dem Ziel der kreativen Selbstverwirklichung gegründet. Seither veröffentlichte das Projekt beständig Alben und entwickelte sich zu einem der populärsten Interpreten im Spektrum des Dark Ambient. Ein Großteil der Alben wurde auf dem schwedischen Label Cold Meat Industry veröffentlicht. Peter Andersson wurde unter anderem für seine Aktivität mit Raison d’être vom Konstnärsnämnden – Swedish Arts Grants Committee, einer kulturfördernden Regierungsorganisation, für sein musikalisches Werk ausgezeichnet.
Der Erfolg von Raison d’être ist eng mit jenem des Labels verbunden. Andersson begann zum Ende der 1980er- und Beginn der 1990er-Jahre damit elektronische Musik zu gestalten. Den seit 1991 bemühten Bandnamen Raison d’être entlehnte er den Schriften von Carl Gustav Jung und der Idee, dass die Individuation die Daseinsberechtigung des Selbst sei. Unter den Einflüssen des Industrial, Post-Industrial und Ambient setzte er mit Raison d’être einen eigenständigen neuen Klang, der von Roger Karmanik, dem Labelbegründer und -inhaber von Cold Meat Industry als Dark Ambient beworben wurde. Die Betitelung etablierte sich später als Subgenre-Bezeichnung. Mit den weiteren Interpreten des Labels bestritt Raison d’être in den 1990er Jahren mehrere Auftritte und ganze Tourneen. Zu Auftritten nutzt Raison d’être Foto- und Video-Installationen von kargen Landschaften. Die Aufnahmen stammen von Martin Pels, der zu einer Vielzahl an Veröffentlichungen von Cold Meat Industry Bilder beitrug. Zu dem im Jahr 2000 erschienenen Album Suicidal Emotions des australischen rechtsextremen Black-Metal-Projekts Abyssic Hate trug Raison d’être das Outro bei.
Neben Raison d’être unterhielt Andersson eine Fülle weiterer Projekte, wie Stratvm Terror, Bocksholm, Atomine Electrine, Necrophorus und diverse weitere. Zum Teil veröffentlichte Andersson Material von Raison d’être unter dem Labelnamen B.o.C.a. Tapes selbst. Hinzukommend kooperierte er mit weiteren Unternehmen des Post-Industrial-Spektrums wie Slaughter Productions, Cyclic Law oder Old Europa Café.

## Vorgehen und Stil
Die Musik von Raison d'être wird dem Post-Industrial-Subgenre Dark Ambient zugeordnet. Anfangs arrangierte Andersson seine Musik um eine Melodie oder einen Rhythmus. Das Vorgehen blieb experimentell, da er auf wenig und teils minderwertige Ausrüstung oder Erfahrung zurückgreifen konnte. Ursprünglich konnte er die Stücke nicht Zwischenspeichern und musste einzelne Sequenzen und Klänge abspeichern während er sich die Arbeitsschritte für die Stücke notierte. So klang die Musik im Prozess jedes Mal anders, weil er die Sounds einzeln geladen hatte. Durch einen einfachen Aufbau der Stücke blieb die Arbeitsweise unkompliziert. Seine Arbeit entwickelte sich jedoch hin zu einem bewussteren Vorgehen mit konzeptionellen Ideen und einem perfektionistischen Anspruch. Demgegenüber wurde seine Ausrüstung stetig hochwertiger und seine Möglichkeiten besser, bis hin zu der Annahme „Sounds auf chirurgischer Ebene optimieren“ zu können.

„Die Werkzeuge werden mit jedem neuen Album fortschrittlicher, so dass mein Klanguniversum mit jedem Mal größer wird. Heute beginne ich damit, eine Menge Sounds zu machen und sie bis zur Perfektion zu optimieren. Ich interessiere mich nicht mehr so sehr für Melodien und Rhythmen (zumindest nicht bei Raison d'être), es geht mehr darum, bestimmte Atmosphären mit faszinierenden Sounds zu schaffen.“

Unter dem veränderten Vorgehen wurden die Kompositionen ebenso wie die einzelnen Klänge viel komplexer und vielfältiger. Das Ziel sei es eine organische Qualität zu erreichen.

„Vielleicht waren die Dinge in den frühen Tagen spontaner, ein freies Gefühl, einfach etwas zu tun, aber ich mag es, gewisse Ziele zu verfolgen, über das Gesamtpaket nachzudenken und Konzepte zu verfolgen.“

## Diskografie
| Alben - 1992: Après nous le Déluge (Sound Source) - 1993: Prospectus I (Cold Meat Industry) - 1993: Residuality (B.o.C.a. Tapes) - 1994: Enthraled by the Wind of Lonelienes (Cold Meat Industry) - 1994: Conspectus (MC-Album, Old Europa Café) - 1995: Within the Depths of Silence and Phormations (Album, Cold Meat Industry) - 1995: Semblance (MC-Album, Harmonie) - 1997: In Sadness, Silence And Solitude (Album, Cold Meat Industry) - 1998: Lost Fragments (Album, Yantra Atmospheres) - 2000: The Empty Hollow Unfolds (Album, Cold Meat Industry) - 2003: Requiem for Abandoned Souls (Album, Cold Meat Industry) - 2006: Metamorphyses (Album, Cold Meat Industry) - 2009: Spiraal (Album, Yantra Atmospheres) - 2009: The Stains of the Embodied Sacrifice (Album, Cold Meat Industry) - 2014: Mise En Abyme (Album, Transgredient Records) - 2014: Feasting In Valhalla (Album, Yantra Atmospheres) - 2018: Anima Caelum (Album, Old Europa Cafe) - 2018: Alchymeia (Album, Cyclic Law) - 2021: Daemonum (Album, Cyclic Law) | Live-Alben - 2008: The Luminous Experience (Live In Enschede 2008) (Cold Meat Industry) - 2012: When the Earth Dissolves in Ashes (Live 2010 / 2011) (Cold Meat Industry) - 2013: Live In Moscow (Yantra Atmospheres) - 2007: Live Archive 1 (Yantra Atmospheres) - 2007: Live Archive 2 (Yantra Atmospheres) - 2008: Live Archive 3 (Yantra Atmospheres) - 2010: Live Archive (Infinite Fog Productions) Neueinspielungen - 2012: Après nous le Déluge (Redux Version) (Eternal Pride Productions) - 2013: Within the Depths of Silence and Phormations (Redux Version) (Old Europa Cafe) - 2013: Prospectus I (Redux Version) (Old Europa Cafe) - 2013: Enthralled by the Wind of Loneliness (Redux) (Old Europa Cafe) | Split-Veröffentlichungen und Kollaborationen - 1994: The Ring of Isvarah (Split mit Svasti-ayanam, Slaughter Productions) - 2015: De Aeris in Sublunaria Influxu (Kollaboration mit Troum, Essence Music) - 2017: XIBIPIIO. In and Out of Experience (Kollaboration mit Troum, Transgredient Records) Kompilationen - 1997: Reflections from the Time of Opening - MCMXCI (Bloodless Creations) - 1999: Collective Archives (Cold Meat Industry) - 2013: Сollected Works (Infinite Fog Productions) - 2014: Tales from the Tabula Rasa (Early Works 1988-1991) (Old Europa Café) - 2019: Après nous le Déluge (Trinity Edition) (Infinite Fog Productions) |